# Alberto Oreamuno Flores
Alberto Oreamuno Flores (* 9. August 1905 in Cartago; † 28. Oktober 1980) war ein costa-ricanischer Professor für Medizin und Politiker.

## Leben
Seine Eltern waren Adelfia Flores und Nicolás Oreamuno Ortiz, Staatsminister und Präsident des obersten Gerichtes von Zentralamerika und des obersten Gerichtes von Costa Rica. Sein Bruder war José Rafael Oreamuno Flores, Botschafter Costa Ricas in den USA.
Alberto Oreamuno Flores heiratete Elizabeth Robinson.
Oreamuno Flores studierte in der Republik Honduras, in Costa Rica und in Pennsylvania in den Vereinigten Staaten. 1929 wurde er im Hospital Frankford in Pennsylvania als Arzt eingestellt.
1930 kehrte er nach Costa Rica zurück und arbeitete als Arzt bei der United Fruit Company, wurde zum stellvertretenden Leiter des Krankenhauses in Puerto Limón ernannt und arbeitete im Hospital Piera in Tegucigalpa. Er kehrte nach San José zurück und wurde Arzt am Hospital de San Juan de Dios. Er wurde in den Stadtrat von Puerto Limón gewählt und später Abgeordneter.
Alberto Oreamuno Flores war Stellvertreter von Präsident Luis Rafael de la Trinidad Otilio Ulate Blanco. Als solcher war er geschäftsführender Präsident.